# Verein Depot und Schienenfahrzeuge Koblenz

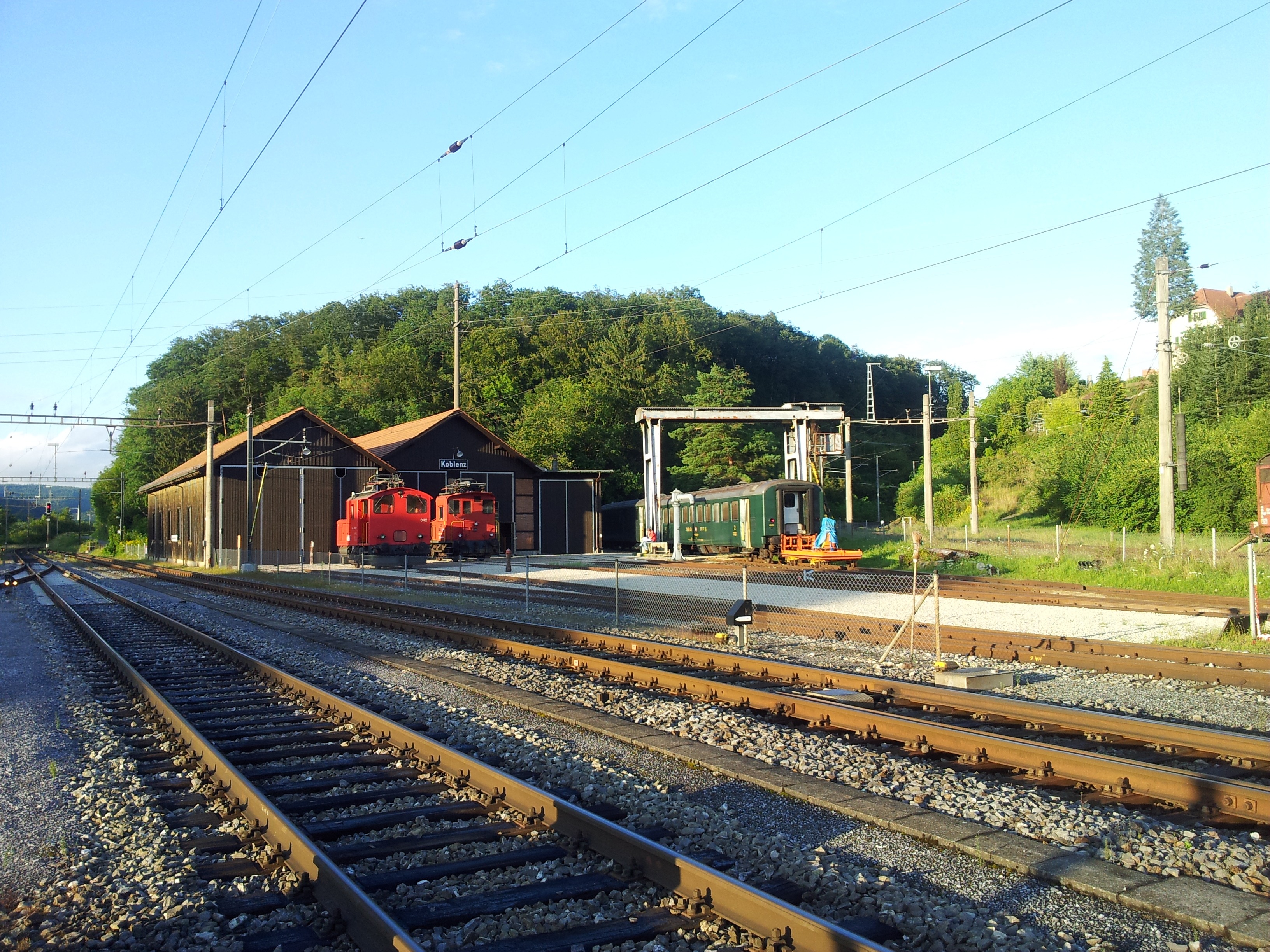
Lokdepot des Vereins DSF in Koblenz

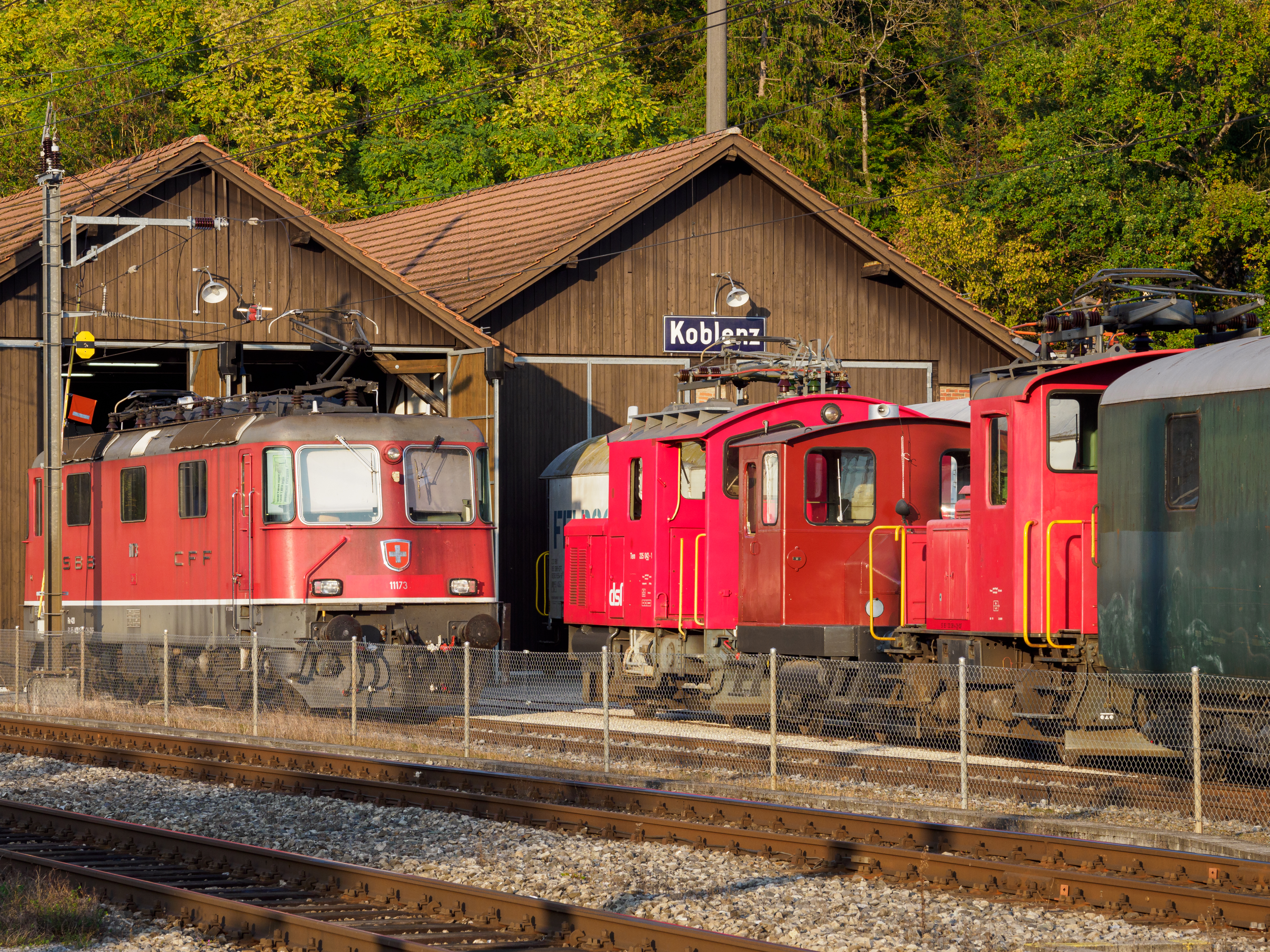
Lokdepot mit u. a. der 2020 erworbenen SBB Re 4/4 II Nr. 11173

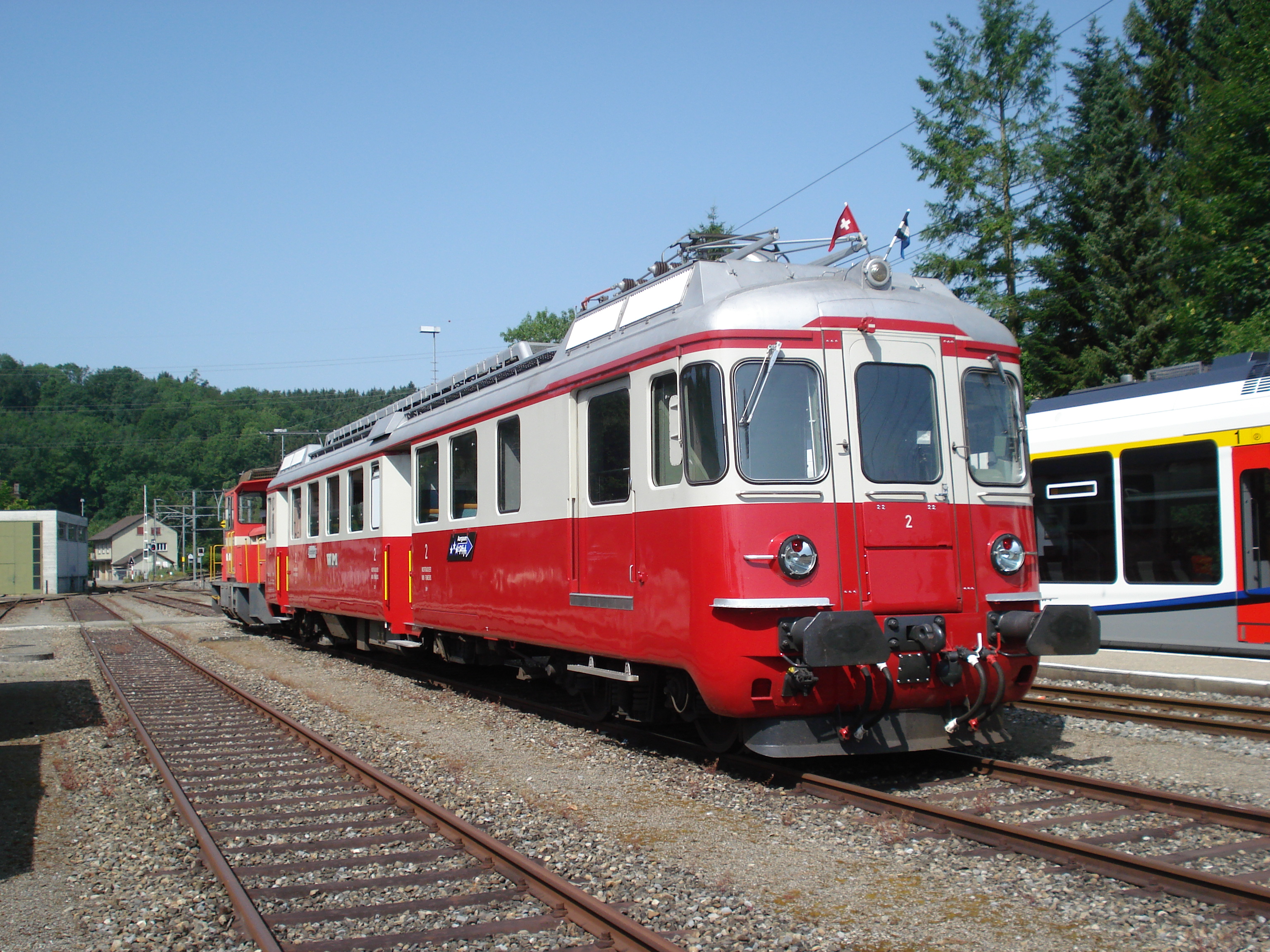
BDe 4/4 2 des DSF

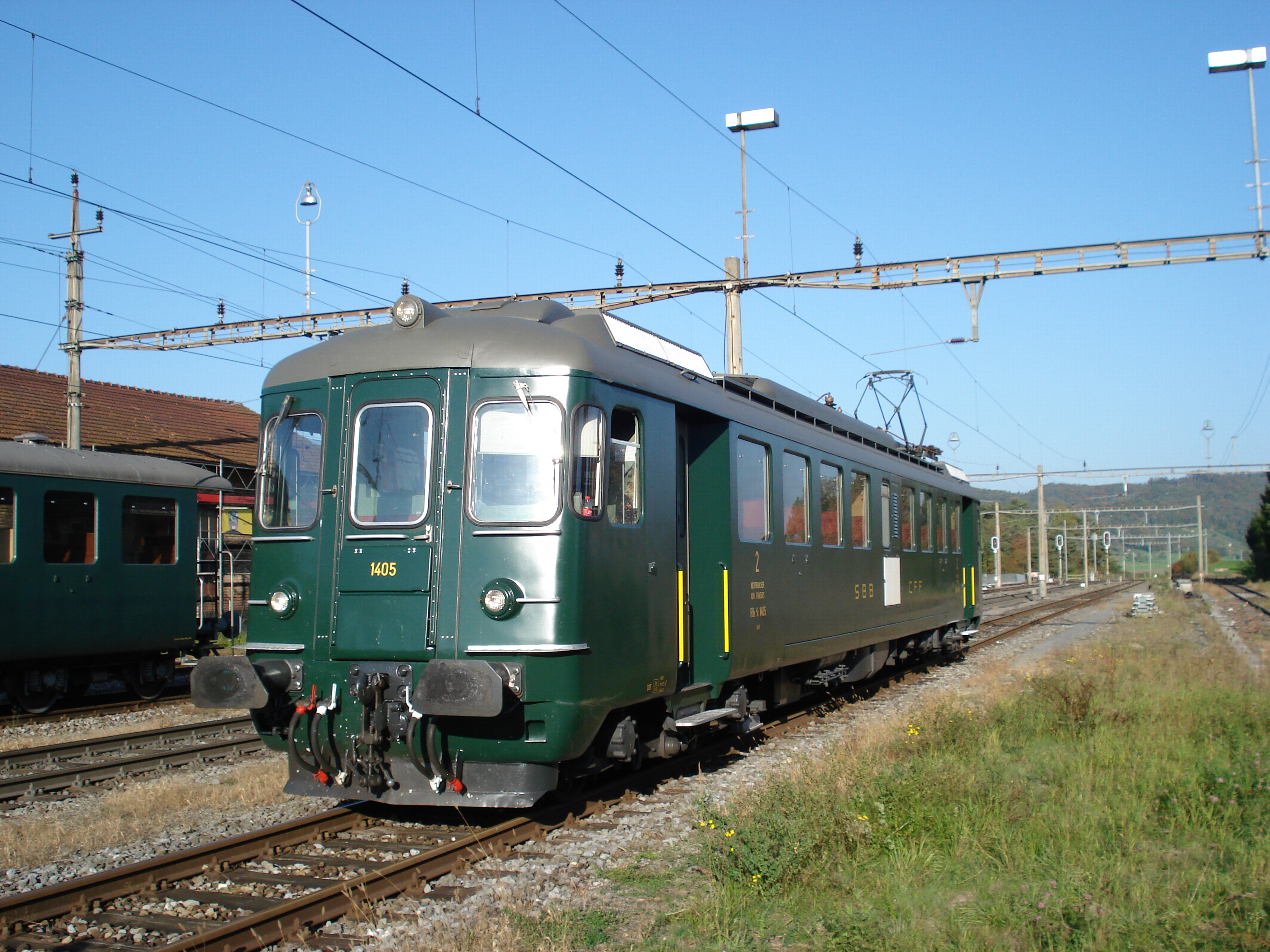
RBe 4/4 1405 des DSF

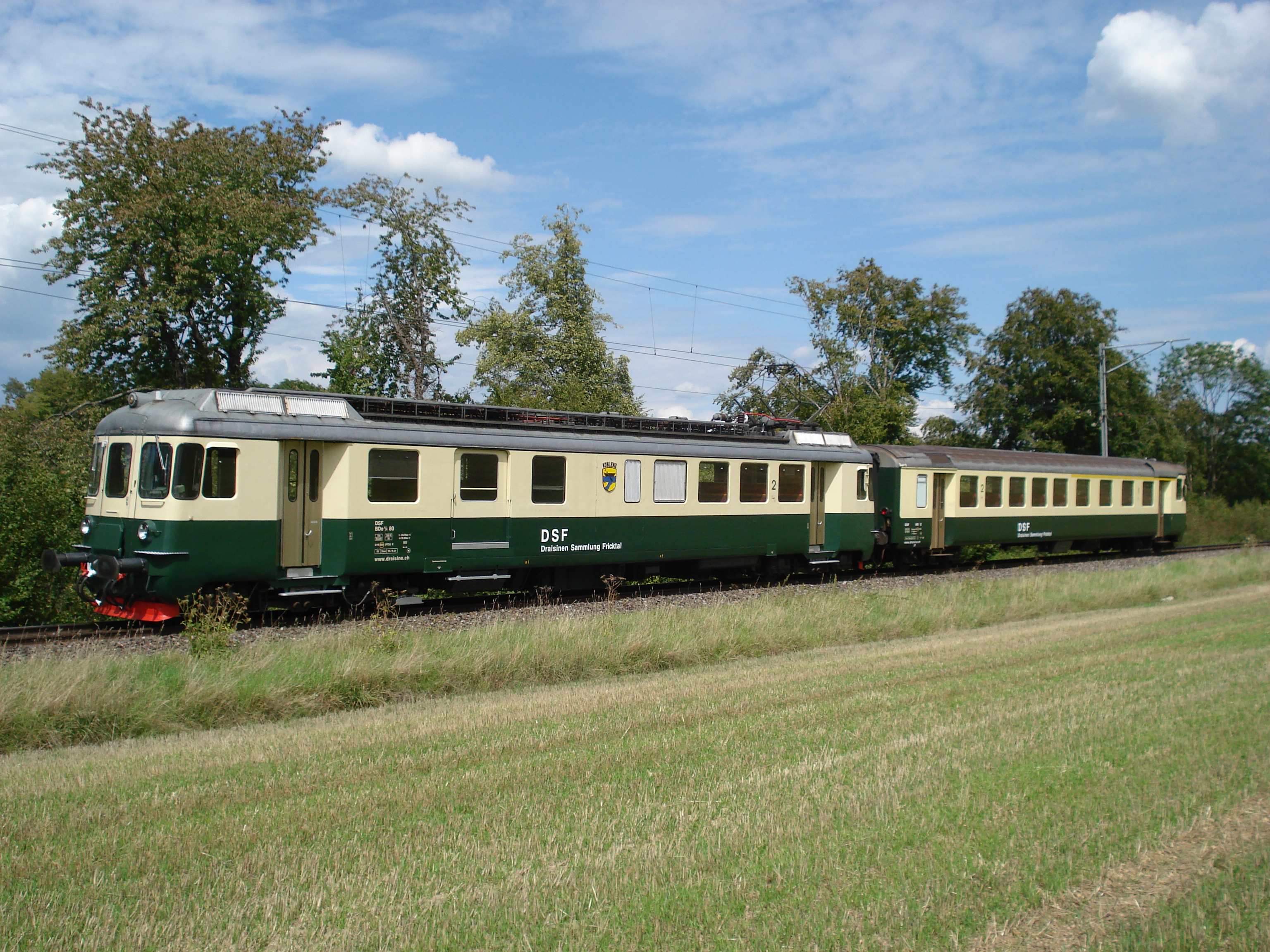
BDe 4/4 80 mit ABt des DSF

Der Verein Depot und Schienenfahrzeuge Koblenz (DSF) ist ein privatrechtlicher Verein in Koblenz (CH). Der Verein setzt sich aktiv für den Erhalt und Betrieb von nostalgischen Bahnfahrzeugen sowie des Lokdepots Koblenz ein.

## Geschichte
Die Geschichte des Vereins Verein Depot und Schienenfahrzeuge Koblenz begann im Jahre 1995. Mitarbeiter der Schweizerischen Bundesbahnen SBB übernahmen zwei Draisinen, um sie vor der Verschrottung zu bewahren. Die Fahrzeuge wurden an verschiedenen Anlässen eingesetzt und weckten weiteres Interesse. 1996 kam es daher zur Gründung der Interessengesellschaft „IG Draisinen Sammlung Fricktal“. Es stiessen laufend weitere Fahrzeuge zur Sammlung hinzu.
Im Januar 2006 wurde der Verein Draisinen Sammlung Fricktal gegründet. Kurz darauf wurde das Lokdepot Koblenz als neues Vereinslokal übernommen. Da sich der Verein zunehmend auch Vollbahn-Fahrzeugen widmet, wurde anlässlich der Generalversammlung im Jahr 2013 beschlossen, den Vereinsnamen zu ändern. Die ehemalige "Draisinen Sammlung Fricktal" heisst nun "Verein Depot und Schienenfahrzeuge Koblenz" – oder kurz "Depot und Schienenfahrzeuge". Das bekannte Kürzel "DSF" bleibt somit erhalten.

## Standorte
Die Sammlung war von 1995 bis 2002 im Güterschuppen des Bahnhofs Eiken untergebracht, von 2002 bis 2010 auf dem Gelände der ehemaligen KERA-Werke in Laufenburg und seit 2005 auch im Lokdepot Koblenz. Seit Ende 2010 ist das Depot der Hauptstandort des Vereins.
Der Koblenzer Lokschuppen wurde 1859 erbaut, mehrere Male umgebaut und erweitert. Im Jahr 2005 sollte das vom Sturm „Lothar“ (1999) schwer gezeichnete Depot abgerissen werden. Im allerletzten Moment konnte der Abbruch durch die Denkmalpflege der SBB abgewendet werden. Der Verein Depot und Schienenfahrzeuge Koblenz übernahm das Gebäude in der Folge und setzte es mit viel Fronarbeit in Stand.  Es beherbergt den Standplatz für die beiden restaurierten Triebwagen, eine Draisinen-Ausstellung, eine Empore zur Bewirtung von ca. 80 Gästen, einen Aufenthaltsraum und eine Werkstätte zur Restaurierung der Fahrzeuge. Im Jahr 2007 wurde das Lokdepot mit dem Aargauer Heimatschutzpreis ausgezeichnet.

## Fahrzeuge
Neben vielerlei Draisinen besitzt der Verein auch einige Streckentriebfahrzeuge.

### BDe 4/4 2 ex WM
Im Jahre 2005 wurde von der Südostbahn der BDe 4/4 556 042 übernommen. Dieser Triebwagen wurde 1966 als Teil der EAV-Triebwagen-Serie an die Wohlen-Meisterschwanden-Bahn geliefert. Nach deren Betriebseinstellung gelangte er an die Südostbahn. Nun ist er wieder in seinem ursprünglichen Farbgewand und mit der passenden Beschriftungen unterwegs. Der Triebwagen wird für Sonderfahrten eingesetzt und kann gemietet werden.

### RBe 4/4 1405 ex SBB
Als Reservetriebwagen für den BDe 4/4 2 wurde im Jahre 2007 der RBe 4/4 1405 der SBB angeschafft. Er ist das letzte erhaltene Exemplar der sechs Prototypen und wurde im Jahr 1959 gebaut. Inzwischen steht eine komplette Komposition für diesen Triebwagen, bestehend aus A, B und DZt der Einheitswagen I Bauart, zur Verfügung.

### RBe 540 074 ex OeBB ex SBB
Der Triebwagen dient auch nach der Übernahme im Dezember 2015 durch den DSF hauptsächlich als Reserve-Triebfahrzeug für den Güterverkehr bei der OeBB. Er verbleibt vorerst in Balsthal.
Der DSF setzt ihn für sporadische Einsätze zu besonderen Anlässen ein. Da bei SBB Historic zwei weitere RBe 540 in modernisierter Form für den kondukteurlosen Betrieb vorhanden sind, wird dieser Triebwagen nicht als historisches Fahrzeug vorgehalten.

### BDe 4/4 80 ex SOB
Als Überfuhrfahrzeug wurde im Jahr 2010 der BDe 4/4 80 angeschafft. Er wurde 1959 als ABe 4/4 71 für die Südostbahn gebaut und war das erste Exemplar der Hochleistungstriebwagen-Serie. Der Triebwagen wird für Dienstfahrten und Überfuhren eingesetzt. Im Jahr 2011 wurde er auf den Namen „Koblenz“ getauft.
Als Verstärkung zu den beiden BDe wird der ABt 12 ex SOB eingesetzt.

### BDe 4/4 176 ex TPF ex MthB
Obwohl als Ersatzteilspender für den von der WM übernommenen BDe 4/4 2 vorgesehen, wird der Triebwagen BDe 4/4 176 der auch aus der Serie der EAV-Triebwagen stammt, aufgrund seines guten Zustands zunächst als aktives Fahrzeug für Überfuhren eingesetzt. Er wurde 1965 als ABDe 4/4 11 für die Mittelthurgaubahn gebaut und gelangte nach deren Liquidation über die Thurbo zur TPF. Dort wurde er zuletzt nach einem Umbau ab 2011 als Diensttriebwagen Xe 4/4 176 eingesetzt. 2019 wurde er von der DSF übernommen.

### RBDe 317 ex TRN
Der schon lange nicht mehr eingesetzte TRN RBDe 567 184 (RBDe 317) wurde zusammen mit den Zwischenwagen B 305 und 306 sowie dem Steuerwagen ABt 205 von der TRN übernommen und am 8. September 2018 von Fleurier nach Koblenz überführt.

### Re 4/4 94 und 95 ex BT
Am 28. Januar 2021 wurden die Lokomotiven SLM Re 456 094 und 095 (1987 für die Bodensee-Toggenburg-Bahn gebaut) von der Südostbahn übernommen. Eine dieser Lokomotiven soll im ursprünglichen Erscheinungsbild der BT restauriert werden.

### Re 4/4 II 11141 ex SBB

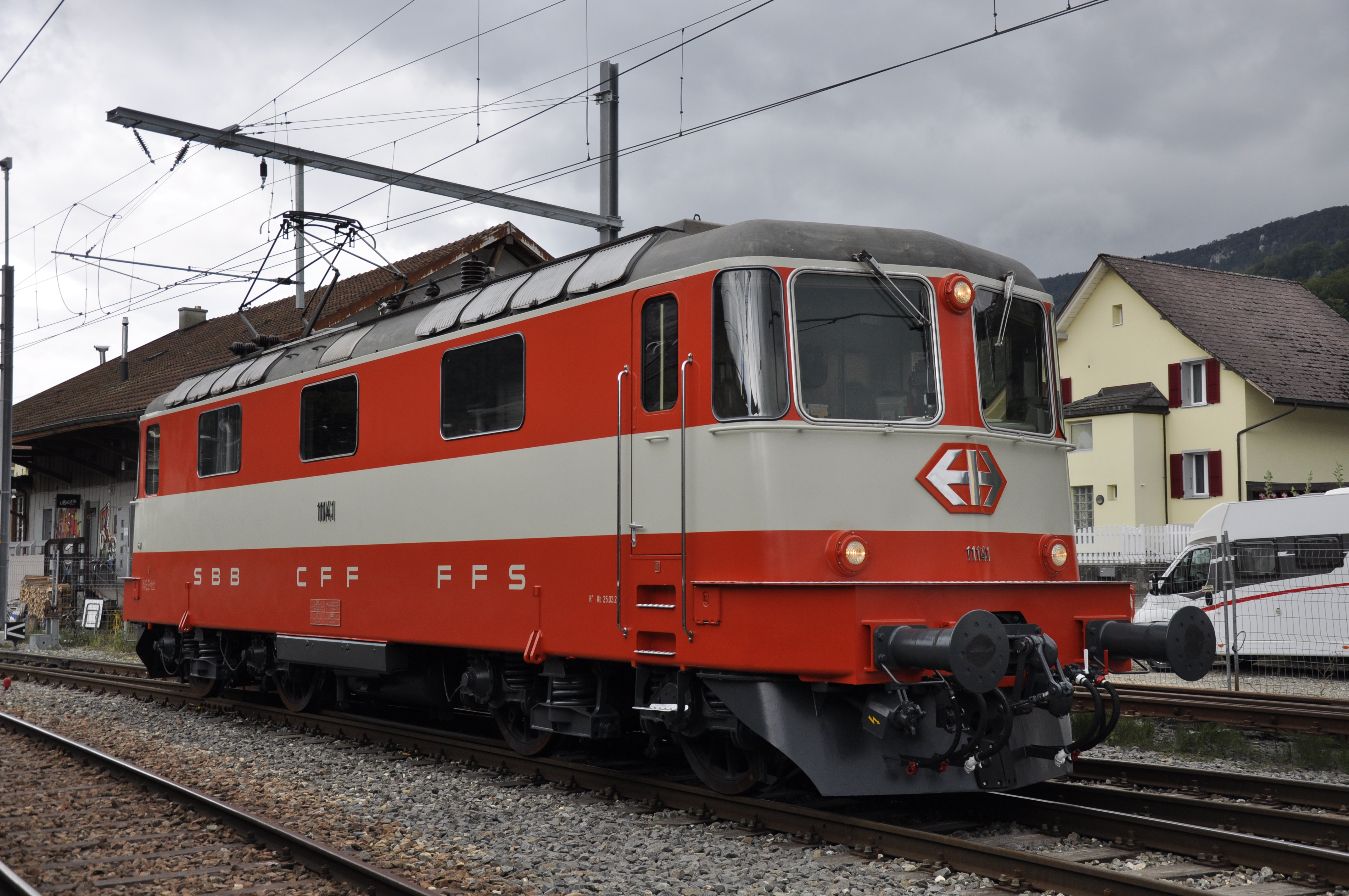
Re 4/4 II 11141 des DSF in Balsthal

Am 18. Dezember 2022 übernahm der DSF die Lokomotive von der SBB. Sie war zu diesem Zeitpunkt zur Ausrangierung vorgesehen, nachdem sie von 2007 bis 2009 zunächst als Heizlok noch im Swiss-Express-Anstrich in Biel und Zürich eingesetzt wurde. Im September 2009 erhielt sie im Industriewerk Bellinzona eine R2 und den roten Anstrich und wurde wieder in Betrieb gesetzt. Anlässlich der Feierlichkeiten zum 60-Jahr-Jubliäum der Reihe Re 4/4 II präsentierte der DSF die Lokomotive am 14. September 2024 in Balsthal wieder im Swiss-Express-Anstrich mit runden Lampen und auch die Klimaanlage wurde entfernt.

### Re 4/4 II 11173 ex SBB

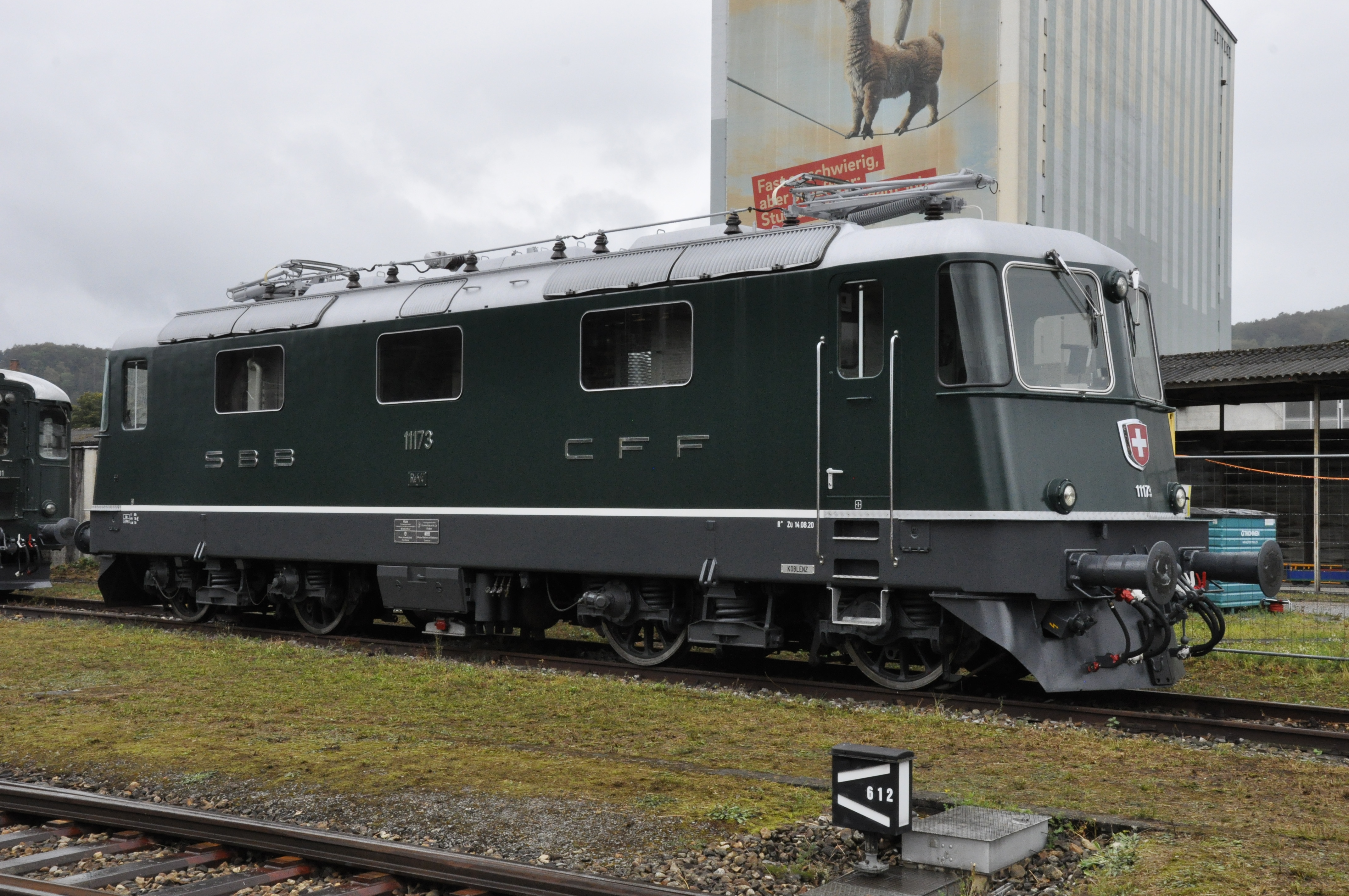
Re 4/4 II 11173 des DSF in Olten

Am 15. August 2020 übernahm der DSF die Lokomotive von der SBB. Sie war zu diesem Zeitpunkt die letzte Lok der 2. Serie ohne Klimaanlage, die noch in Betrieb war. Im Dezember 2020 wurden zunächst die historischen runden Lampen anstelle der Scheinwerfer eingebaut, danach wurden weitere Anpassungen in den Ablieferungszustand ausgeführt. Im Dezember 2022 wurden die Arbeiten mit einer Neulackierung in grün abgeschlossen. Am 18. Dezember 2022 fand deshalb eine Präsentationsfahrt von Balsthal via Zürich HB und Rapperswil nach Koblenz statt.